# Sara Ramírez (tenista de mesa)
Sara Ramírez (Ripollet, 4 de septiembre de 1987) es una jugadora de tenis de mesa española. Sin duda la mejor jugadora de la historia del tenis de mesa español.
Actualmente es la única jugadora que compite en la PROA ( la máxima liga europa, la francesa)
Absoluto
● 27 veces campeona de España (dobles,equipos e individual). Del 2005 hasta el 2022. 
● 5a clasificada en la Copa de Europa en 2022. 
● Campeona de la Copa de la Reina 2021. 
● Diploma olímpico en equipos en Londres 2012(9a posición).  Y en individual entre las mejores 48. 
● Campeona del protour en Egipto, y subcampeona en el protour de Bélgica y de Marruecos. (2012-2013) 
● Participación en Pekín 2008. 
● Medalla de bronce en dobles  en los campeonatos de Europa. 
● Medalla de oro,de plata y de bronce en los Juegos Mediterráneos. 
● Componente del equipo nacional absoluto desde el mundial 2001 en Osaka hasta los campeonatos de Europa de 2018 en Alicante.
● Participación en la final pro tour (masters) en china en 2013, 17 clasificada. 
Junior
● 4 veces campeona de Europa, 1 vez subcampeona y 1 vez medalla de bronce.
● Medalla de plata y de bronce en los campeonatos del mundo. 
● Medalla de plata en el final protour. 
● Campeona de España desde 1997 hasta 2005.

## Trayectoria
Ha sido 5 veces campeona de España absoluta en la prueba individual, y 21 veces en total con equipos dobles y mixtos. También fue 4 veces campeona de europa junior, subcampeona mundial junior y subcampeona del final protour junior( única jugadora española que ha conseguido eso). En julio de 2012, era la 29.ª de Europa y la 83.ª mundial por ranking. Ha participado en dos olimpiadas aunque las mejores fueron los Juegos Olímpicos de Londres 2012. En estos juegos participó tanto en la prueba por equipos como en la individual. Llegando hasta la tercera ronda de competición.Obtiene su mejor clasificación en el Ranking mundial de la ITTF en febrero de 2013, alcanzando la posición 70. Ese mismo año gana la medalla de bronce en el campeonato de Europa en la modalidad de dobles, formando pareja con la también española Yanfei Shen.además de ganar la medalla de oro en los juegos mediterráneos por equipos con yanfei shen y en individual medalla de plata perdiendo con la que actualmente quedo 5a mundial Hu Melek, perdiendo por un ajustado 4-3.
En el 2018 dejo de jugar por el equipo nacional absoluto por problemas de salud, habiendo jugado desde el 2001 y defendido su país 18 años de su carrera.
Actualmente ya está en forma y en los últimos años a mostrado un nivel espectacular ganando la copa de la reina con su equipo Ganxets Reus, y ahora jugando en la máxima liga europa la PROA. 
A nivel de clubs ha jugado en el Fotoprix Vic, en el UCAM Cartagena TM, en el Ganxets Reus y actualmente juega en la ProA francesa.

## Palmarés
| Año  | Evento                        | Lugar                          | Puesto | Disciplina |
| ---- | ----------------------------- | ------------------------------ | ------ | ---------- |
| 2002 | Campeonato de España Absoluto | Salamanca, España              | 1º     | Dobles     |
| 2003 | Campeonato de España Absoluto | Santiago de Compostela, España | 1º     | Dobles     |
| 2004 | Campeonato de España Absoluto | Ceuta, España                  | 2º     | Individual |
| 2005 | Campeonato de España Absoluto | Borjas Blancas, España         | 2º     | Individual |
| 2005 | Campeonato de España Absoluto | Borjas Blancas, España         | 1º     | Dobles     |
| 2006 | Campeonato de España Absoluto | Cartagena, España              | 1º     | Individual |
| 2006 | Campeonato de España Absoluto | Cartagena, España              | 1º     | Dobles     |
| 2007 | Campeonato de España Absoluto | CartagenaEspaña                | 1º     | Individual |
| 2007 | Campeonato de España Absoluto | CartagenaEspaña                | 1º     | Dobles     |
| 2008 | Campeonato de España Absoluto | Burguillos, España             | 2º     | Individual |
| 2009 | Campeonato de España Absoluto | Collado Mediano, España        | 1º     | Individual |
| 2009 | Campeonato de España Absoluto | Collado Mediano, España        | 1º     | Dobles     |
| 2009 | Juegos Mediterráneos          | Pescara, Italia                | 2º     | Individual |
| 2009 | Juegos Mediterráneos          | Pescara, Italia                | 3º     | Equipos    |
| 2010 | Campeonato de España Absoluto | Antequera, España              | 2º     | Individual |
| 2011 | Campeonato de España Absoluto | Almería, España                | 2º     | Individual |
| 2012 | Campeonato de España Absoluto | Almería, España                | 1º     | Individual |
| 2012 | Campeonato de España Absoluto | Almería, España                | 1º     | Dobles     |
| 2013 | Campeonato de España Absoluto | Pontevedra, España             | 1º     | Individual |
| 2013 | Campeonato de España Absoluto | Pontevedra, España             | 1º     | Dobles     |
| 2013 | Juegos Mediterráneos          | Mersin, Turquía                | 1º     | Equipos    |
| 2013 | Campeonato de Europa          | Schwechat, Austria             | 3º     | Dobles     |
| 2015 | Campeonato de España Absoluto | Antequera, España              | 2º     | Individual |
| 2016 | Campeonato de España Absoluto | Blanes, España                 | 1º     | Dobles     |
| 2017 | Campeonato de España Absoluto | Almería, España                | 1º     | Dobles     |
| 2018 | Campeonato de España Absoluto | Antequera, España              | 1º     | Dobles     |